# Clube Vasco da Gama Bermuda
O Clube Vasco da Gama Bermuda, também conhecido como Vasco Da Gama FC e Vasco Mariners, é um time de futebol das Bermudas. Atualmente, eles jogam na Liga Corona, a terceira divisão do Campeonato Bermudense de Futebol. Historicamente, a equipe tinha jogadores portugueses, mas mais recentemente viu muitos jogadores ingleses e bermudenses no clube. 
Os Mariners são uma das equipes de bermudas mais bem-sucedidas da história, tendo conquistado o título da primeira divisão do Campeonato Bermudense de Futebol três vezes (mais recentemente em 1999) e a Bermuda FA Cup quatro vezes (a mais recente em 1998). Eles jogam no BAA Club em Hamilton, Bermudas, e suas instalações estão no Vasco Da Gama Club. 
Em 2007-08, os Mariners venceram a Commercial League Division 2 e foram promovidos. 

## História
Na década de 1970, um grupo de imigrantes portugueses vindos dos Açores começou a se reunir no clube para organizar festivais para celebrar a cultura portuguesa na Ilha Hawkins . Em 1978, eles decidiram criar um programa de futebol com um time profissional jogando no Bermuda Football Union e um time juvenil. 

## Títulos
- Campeonato Bermudense de Futebol: Três vezes:  1995/96, 1997/98 e 1998/99
- Bermuda FA Cup: Quatro vezes